# (1400) Tirela
(1400) Tirela ist ein Asteroid des Hauptgürtels, der am 17. November 1936 vom französischen Astronomen Louis Boyer in Algier entdeckt wurde.
Der Asteroid ist nach Charles Tirel, einem Freund des Entdeckers, benannt.